# San Giovanni Crisostomo a Monte Sacro Alto (titolo cardinalizio)
San Giovanni Crisostomo a Monte Sacro Alto  (in latino: Titulus Sancti Ioannis Chrysostomi in regione vulgo "Monte Sacro Alto") è un titolo cardinalizio istituito da papa Paolo VI nel 1969. Il titolo insiste sulla chiesa di San Giovanni Crisostomo.
Dal 5 ottobre 2019 il titolare è il cardinale Jean-Claude Hollerich, arcivescovo di Lussemburgo.

## Titolari
- Vicente Enrique y Tarancón (30 aprile 1969 - 28 novembre 1994 deceduto)
  - Titolo vacante (1994 - 2001)
- Bernard Agré (21 febbraio 2001 - 9 giugno 2014 deceduto)
- José de Jesús Pimiento Rodríguez (14 febbraio 2015 - 3 settembre 2019 deceduto)
- Jean-Claude Hollerich, S.I., dal 5 ottobre 2019